# Saint Saviour (parish i Jersey)
Saint Saviour (engelska: St Saviour) är en parish i kronbesittningen Jersey. Den ligger i den centrala delen av Jersey. Huvudstaden Saint Helier ligger i Saint Saviour. Antalet invånare är 13 580. Arean är 9,3 kvadratkilometer. Saint Saviour ligger på ön Jersey. Saint Saviour gränsar till Saint Helier.
Terrängen i Saint Saviour är platt.